# R. Châtelineau Sport
Royal Châtelineau Sport was een Belgische voetbalclub uit Châtelineau. De club was bij de KBVB aangesloten met stamnummer 511. De clubkleuren waren geel-zwart.

## Geschiedenis
Châtelineau Sport werd opgericht in 1925 en kreeg bij toetreding tot de KBVB het stamnummer 511. De club speelde in totaal vier seizoenen in de Bevorderingsreeksen, waarvan drie tijdens Wereldoorlog II. Na de degradatie in 1944 bleef de club spelen in de provinciale reeksen. In 1956 werd de club koninklijk en werd de naam Royal Châtelineau Sport. De club werd ontbonden in 2009. Het stamnummer werd hierbij geschrapt.

## Resultaten
| Seizoen                             | Klasse | Klasse | Klasse | Klasse | Klasse | Klasse | Klasse | Klasse | Reeks         | Punten | Opmerkingen |  |
|                                     | I      | II     | III    | P.II   | P.III  | P.IV   |        |        |               |        |             |  |
| ----------------------------------- | ------ | ------ | ------ | ------ | ------ | ------ | ------ | ------ | ------------- | ------ | ----------- |  |
| Provinciaal voetbal tot en met 1934 |        |        |        |        |        |        |        |        |               |        |             |  |
| 1934/35                             |        |        | 12     |        |        |        |        |        | Bevordering B | 20     |             |  |
| Provinciaal voetbal tot en met 1941 |        |        |        |        |        |        |        |        |               |        |             |  |
| 1941/42                             |        |        | 13     |        |        |        |        |        | Bevordering C | 10     |             |  |
| 1942/43                             |        |        | 11     |        |        |        |        |        | Bevordering B | 16     |             |  |
| 1943/44                             |        |        | 13     |        |        |        |        |        | Bevordering C | 17     |             |  |
| Provinciaal voetbal tot en met 2009 |        |        |        |        |        |        |        |        |               |        |             |  |